# Tantilla
Tantilla — рід змій родини полозових (Colubridae). Представники цього роду мешкають в Америці.

## Опис
Представники роду Tantilla — це невеликі, стрункі змії, довжина яких (враховуючи хвіст) зазвичай не перевищує 20 см. Вони мають переважно коричневе, червоне або чорне забарвлення, деякі мають коричневе забарвлення тіла і чорну голову.
Представники роду Tantilla поширені від півдня США і Мексики до Аргентини. Вони ведуть нічний, прихований спосіб життя. Більшу частину часу вони проводять у лісовій підстилці, серед опалого листя або під камінням. Ці змії живляться безхребетними — скорпіонами, багатоніжками, павуками та різноманітними комахами.

## Види
Рід Stegonotus нараховує 68 видів:
- Tantilla albiceps Barbour(інші мови), 1925
- Tantilla alticola (Boulenger, 1903)
- Tantilla andinista Wilson & Mena, 1980
- Tantilla armillata Cope, 1876
- Tantilla atriceps (Günther, 1895)
- Tantilla bairdi Stuart, 1941
- Tantilla berguidoi Batista, Mebert, Lotzkat & Wilson, 2016
- Tantilla bocourti (Günther, 1895)
- Tantilla boipiranga Sawaya & Sazima, 2003
- Tantilla brevicauda Mertens, 1952
- Tantilla briggsi Savitzky & H.M. Smith, 1971
- Tantilla calamarina Cope, 1876
- Tantilla capistrata Cope, 1876
- Tantilla carolina Palacios-Aguilar, Fucsko, Jiménez-Arcos, Wilson, & Mata-Silva, 2022
- Tantilla cascadae Wilson & Meyer, 1981
- Tantilla ceboruca Canseco-Márquez et al., 2007
- Tantilla coronadoi Hartweg, 1944
- Tantilla coronata Baird & Girard, 1853
- Tantilla cucullata Minton, 1956
- Tantilla cuniculator H.M. Smith, 1939
- Tantilla deppei (Bocourt, 1883)
- Tantilla excelsa McCranie & E.N. Smith, 2017
- Tantilla flavilineata H.M. Smith & Burger, 1950
- Tantilla gottei McCranie & E.N. Smith, 2017
- Tantilla gracilis Baird & Girard, 1853
- Tantilla hendersoni Stafford, 2004
- Tantilla hobartsmithi Taylor, 1936
- Tantilla impensa Campbell, 1998
- Tantilla insulamontana Wilson & Mena, 1980
- Tantilla jani (Günther, 1895)
- Tantilla johnsoni Wilson, Vaughn & Dixon, 1999
- Tantilla lempira Wilson & Mena, 1980
- Tantilla lydia Antúnez-Fonseca, Castro, España, Townsend & Wilson, 2020
- Tantilla melanocephala (Linnaeus, 1758)
- Tantilla miyatai Wilson & Knight, 1987
- Tantilla moesta (Günther, 1863)
- Tantilla nigra (Boulenger, 1914)
- Tantilla nigriceps Kennicott, 1860
- Tantilla oaxacae Wilson & Meyer, 1971
- Tantilla olympia Townsend, Wilson, Medina-Flores & Herrera, 2013
- Tantilla oolitica Telford, 1966
- Tantilla petersi Wilson, 1979
- Tantilla planiceps (Blainville, 1835)
- Tantilla psittaca McCranie, 2011
- Tantilla relicta Telford, 1966
- Tantilla reticulata (Cope, 1860)
- Tantilla robusta Canseco-Márquez, Mendelson & Gutiérrez-Mayén, 2002
- Tantilla rubra Cope, 1876
- Tantilla ruficeps (Cope, 1894)
- Tantilla schistosa (Bocourt, 1883)
- Tantilla semicincta (A.M.C. Duméril, Bibron & A.H.A. Duméril, 1854)
- Tantilla sertula Wilson & Campbell, 2000
- Tantilla shawi Taylor, 1949
- Tantilla slavensi Pérez-Higareda, H.M. Smith & R.B. Smith, 1985
- Tantilla stenigrammi McCranie & E.N. Smith, 2017
- Tantilla striata Dunn, 1928
- Tantilla supracincta (W. Peters, 1863)
- Tantilla taeniata Bocourt, 1883
- Tantilla tayrae Wilson, 1983
- Tantilla tecta Campbell & E.N. Smith, 1997
- Tantilla tjiasmantoi Koch & Venegas, 2016
- Tantilla trilineata (W. Peters, 1880)
- Tantilla triseriata H.M. Smith & P.W. Smith, 1951
- Tantilla tritaeniata H.M. Smith & Williams, 1966
- Tantilla vermiformis (Hallowell, 1861)
- Tantilla vulcani Campbell, 1998
- Tantilla wilcoxi Stejneger, 1902
- Tantilla yaquia H.M. Smith, 1942

## Етимологія
Наукова назва роду Tantilla походить від слова лат. tantillus — так мало.